# WC (illemhely)

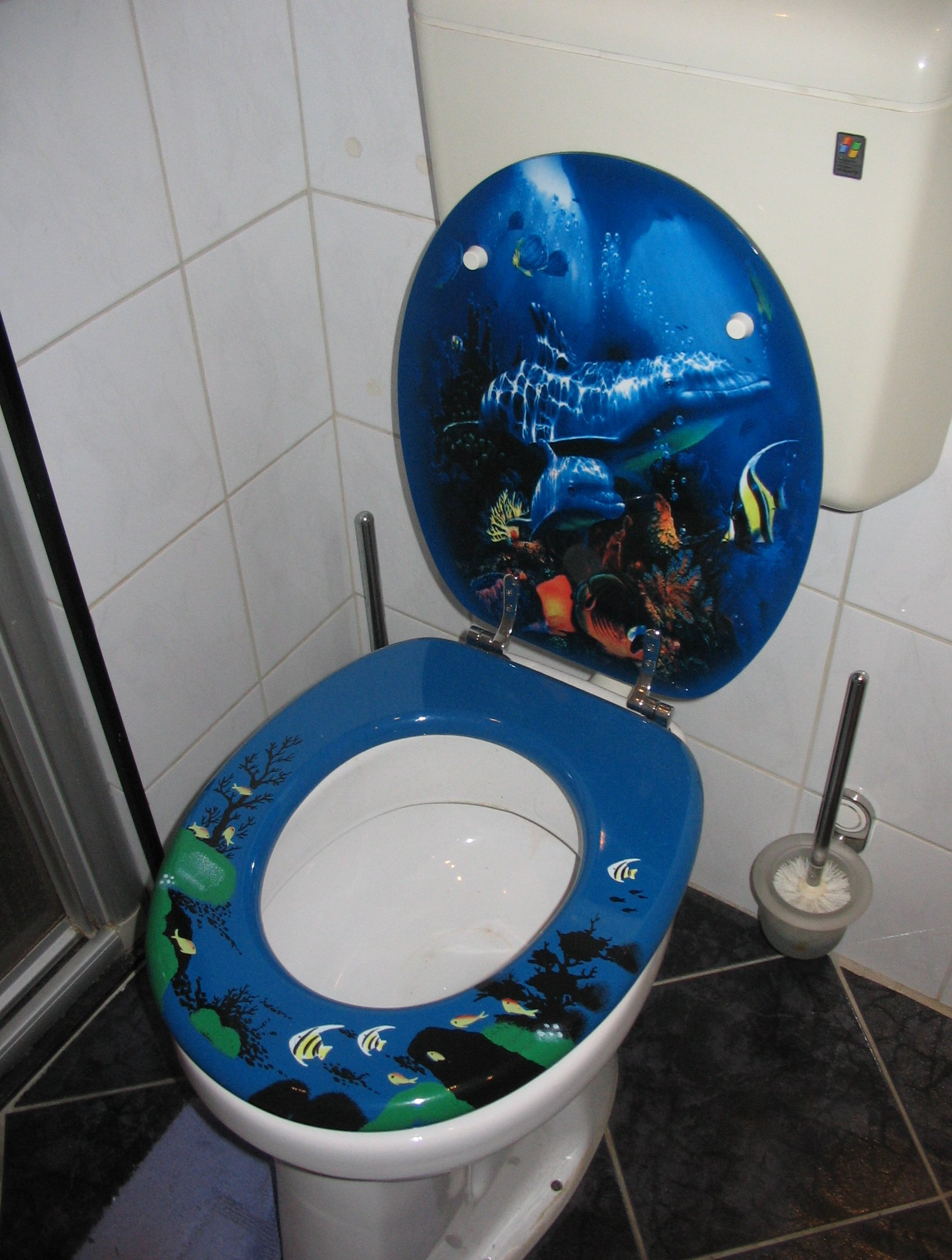
Dekorált ülőkéjű vízöblítéses vécé

A WC – magyarul vécé – az angol water closetből származik, ma azonban már inkább flush toiletként, azaz vízöblítéses vécéként ismeretes (magyarul mosdónak, illemhelynek is nevezik). Funkciója az emberi anyagcsere folyamatainak folyékony és szilárd végtermékeit a szennyvízcsatornába vezetni. A vízöblítéses vécé medencéjében vízoszlop (szifon) zárja el a csatornabűztől a helyiség légterét.
Az újabb, intelligens vécék már nemcsak a tisztaságról gondoskodnak, hanem kényelmi szolgáltatásokat is nyújtanak. Elemzik az anyagcsere végtermékét, és tájékoztatják a felhasználót egészségi állapotáról.

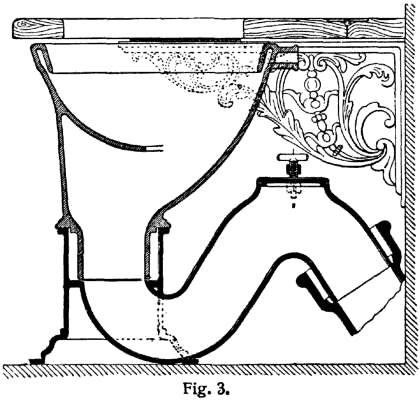
A vécécsésze metszetrajza

Tokióban 2020-ban üzembe helyezték az első áttetsző üvegű nyilvános vécéket, melyek üvegfala elhomályosul, ha az ajtót kulcsra zárják belülről, de átlátszó, ha a helyiség üres. Ezzel meg szeretnék változtatni a nyilvános illemhelyekről alkotott hagyományos képet: előre lehet látni, milyen tiszta a helyiség.

## A WC története

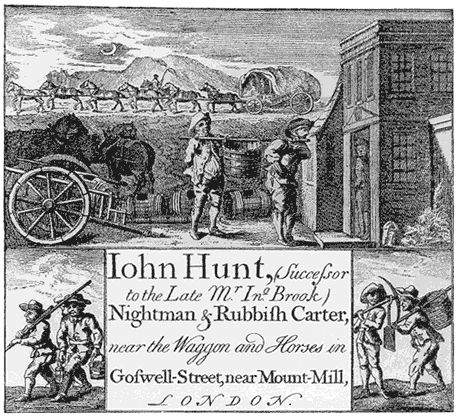
Egy „gong farmer”, bizonyos John Hunt 18. századi hirdetése

A WC-nek már az ókorban is voltak előfutárai, számos ekkori civilizáció létrehozott valamilyen csatornarendszert, ahova a latrinák tartalmát elvezették, bár ezek változó kivitelű és sokszor lokális jellegű rendszerek voltak. A középkor ebből a szempontból is visszalépés volt, ekkoriban még a jobb módú házaknál is „pottyantós” megoldást alkalmaztak, esetleg bilibe, vagy más erre rendszeresített alkalmatosságba végezték az emberek szükségleteiket, amik tartalmát aztán ki hogy tűntette el, városokban gyakorta az utcára űrítették azt, ezzel is segítve a járványok terjedését. Ugyanakkor felismerve a széklet hatékony trágyázóképességét már ekkor is lehetővé tették, hogy a házak emésztőgödreit – már ahol volt ilyen – ezzel foglalkozó emberek, például úgynevezett gong farmerek takarítsák ki, és tartalmukat a mezőgazdaság számára értékesítsék. A modern WC-t Sir John Harington angol költő és polihisztor találta fel a 16. század végén, de csak a 19. századra terjedtek el, először Angliában, innen is az „angol-vécé” elnevezése, ehhez persze az is kellett, hogy ekkorra működő csatornahálózat épüljön ki. Nem csak a vízöblítés volt lényeges tulajdonság, hanem Alexander Cumming 18. századi találmánya, a vécécsészébe létesített szifon is, ami kiiktatva a csatornaszagot lehetővé tette, hogy a korábbi időktől eltérően a WC-t lakáson belül is el lehessen helyezni.

## Részei
A WC két fő része a vécécsésze vagy vécékagyló és az öblítőszerkezet.
A WC-csésze anyaga általában mázzal bevont fajansz. Kialakítása az öblítés és a szennyvízelvezetés módjától függ. Lapos vagy síköblítésű WC-csésze fenékfelülete öblös kialakítású, amelyből az öblítő víz felülről viszi a szennyet a vízzárba, s azon keresztül a lefolyóba. Mélyöblítésű csészénél a szenny nagyobb része azonnal a vízzárba kerül, s az öblítővíz innen sodorja a csatornába. Ebben az esetben a környezetben kisebb mértékű a kellemetlen szag. Léteznek úgynevezett leszívó csészék, amelyekben öblítéskor a víz feltölti a csészét, s a kialakult vízsugár szívóhatása rántja le az annak alján lévő szennyeződést.
A szennyvízelvezetés módja szerint lehetnek alsó- és hátsó kifolyásúak. Az alsó elvezetés csak ott lehet, ahol a födémszerkezetbe lehet elvezetni a szennyvízcsövet. A hátsó elvezetésű csésze ott van, ahol a födém nem véshető. 
A csészéket általában a padlózathoz rögzítik csavarral, de vannak falra szerelhető típusok is. A padlóra helyezett csésze alá a káros feszültségek elkerülése miatt gittet, sziloplasztot vagy fehércementet tesznek és így csavarozzák a padlóhoz. Ha gittel vagy sziloplaszttal fektették a csészét, akkor az könnyedén, sérülés nélkül felszedhető. Ha fehércementtel rögzítették a wc-t, akkor az felszedni sérülések nélkül már nem lehet. A wc csésze cserét más néven wc ültetésnek nevezik a vízvezeték szerelő szakmában. A csészék tartozéka a felhajtható, fedéllel ellátott műanyag- vagy keményfaülőke.

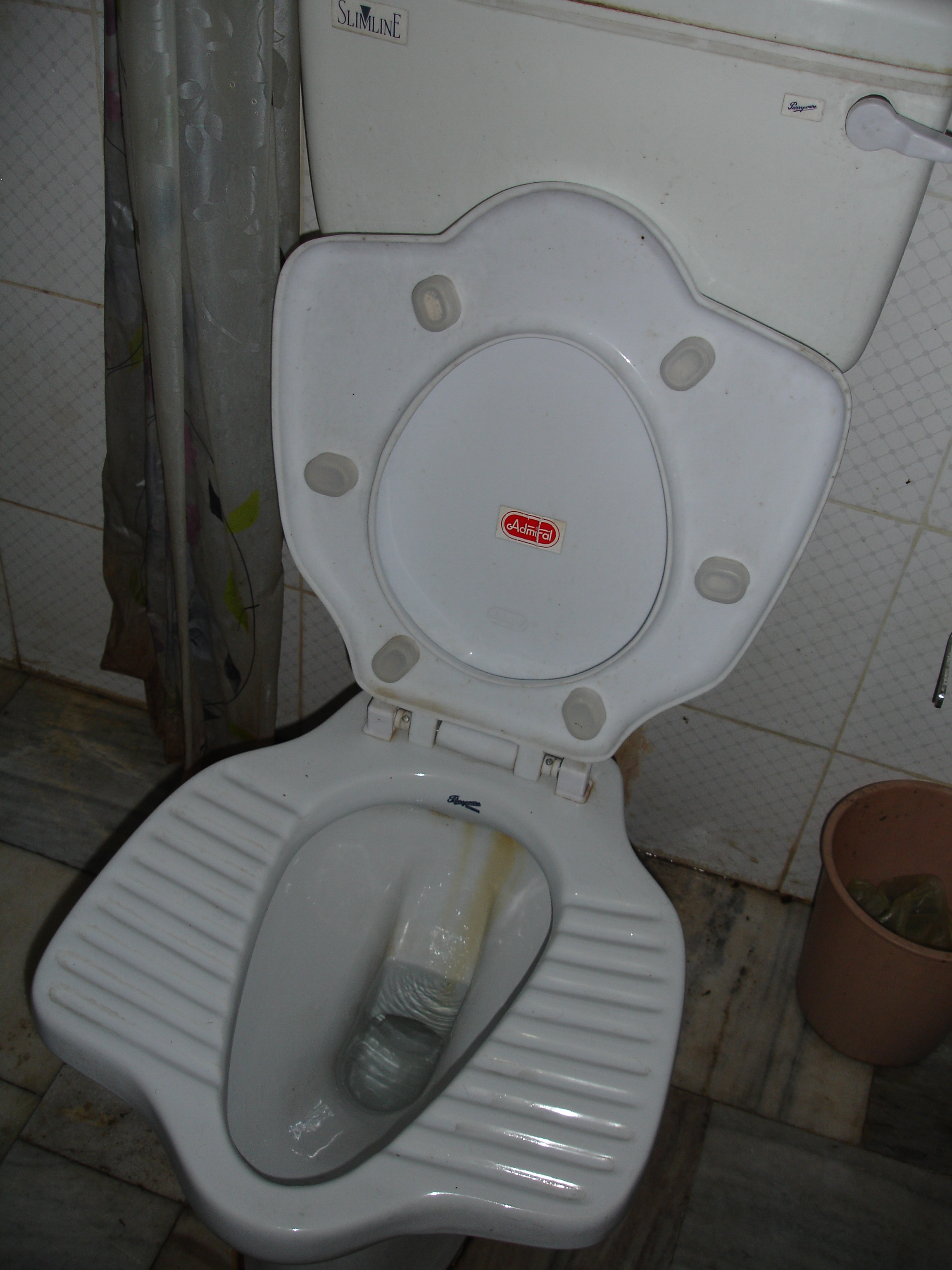
„Hibrid” WC, ami guggolva, illetve deszkával hagyományosan is használható

Nemcsak hagyományos csésze fordul elő, főleg Ázsiában használatos a padlóba épített kagyló, ami fölé guggolni kell, ennek érdekében a nyílás két oldalán recézett felületet alakítanak ki a fajanszból, ahova rá kell állni a használathoz.
A felső öblítésű wc-nél magasra helyezett vagy csészére szerelt tartállyal vagy öblítőszeleppel öblíthetőek. Az öblítőtartályok vízcsatlakozása ½”, régebben 3/8” volt. 
Az öblítőszerkezet burkolata lehet horganyzott, esetleg zománcozott acéllemez, fajansz vagy műanyag. Hagyományos megoldás a felül, magasan elhelyezett öblítőtartály. A fajanszból készülteket a csésze tetején helyezik el, de ugyanígy műanyag tartályt is felszerelhetnek ilyen módon. Az öblítőtartály elhelyezhető közvetlenül a WC-csésze mögött is. Az ilyen berendezés monoblokk néven kerül forgalomba.
A vízöblítés megoldható közvetlenül a vízvezeték-hálózatba csatlakozó szeleppel vagy golyós csappal is. Kezelhető nyomó- vagy elforgatós karral, esetleg nyomógombbal. Előnye a kis helyigény és a kevesebb hibalehetőség. Hátránya, hogy zajos és csak megfelelő hálózati víznyomás esetén működik tökéletesen. A víztakarékossága is kétséges. Jelenleg a legkorszerűbb megoldás a falba épített öblítő tartály, melynek működése alig hallható. A falon kívül csak az öblítést szabályzó nyomólap található, amely manuálisan vagy elektromosan működtethető. Hő- és hangszigetelt tartályát egy horganyzott kerettel lehet felszerelni. Igen körülményes a javítása a nehéz hozzáférés miatt. Gipszkartonfalak mögé szintén alkalmazható, ebben az esetben a tartályt és a szerelvényeket lábakon álló acélkeret tartja.
A fokozódó komfortigény és higiénés követelmények kielégítésére a mellékhelyiségek berendezéséhez hozzátartozhat az altestmosó (bidé). Anyaga fajansz. A padlózathoz rögzítik csavarral, vagy a falra szerelik. Helytakarékos megoldás a WC-csészével egybeépített bidé-ülőke, pl. az ún. magyar gyártású Toilette-Nett.
Az illemhely berendezési tárgya még a piszoár (vizelde), ami inkább nyilvános helyeken használatos. Falra szerelhető, szifontakaróval rendelkezik, öblítése szintén lehet tartályos vagy szelepes. Nyilvános mosdókban gyakran mozgásérzékelővel rendelkező automatikus öblítőrendszerrel üzemel. 